# San Basilio (quartiere)

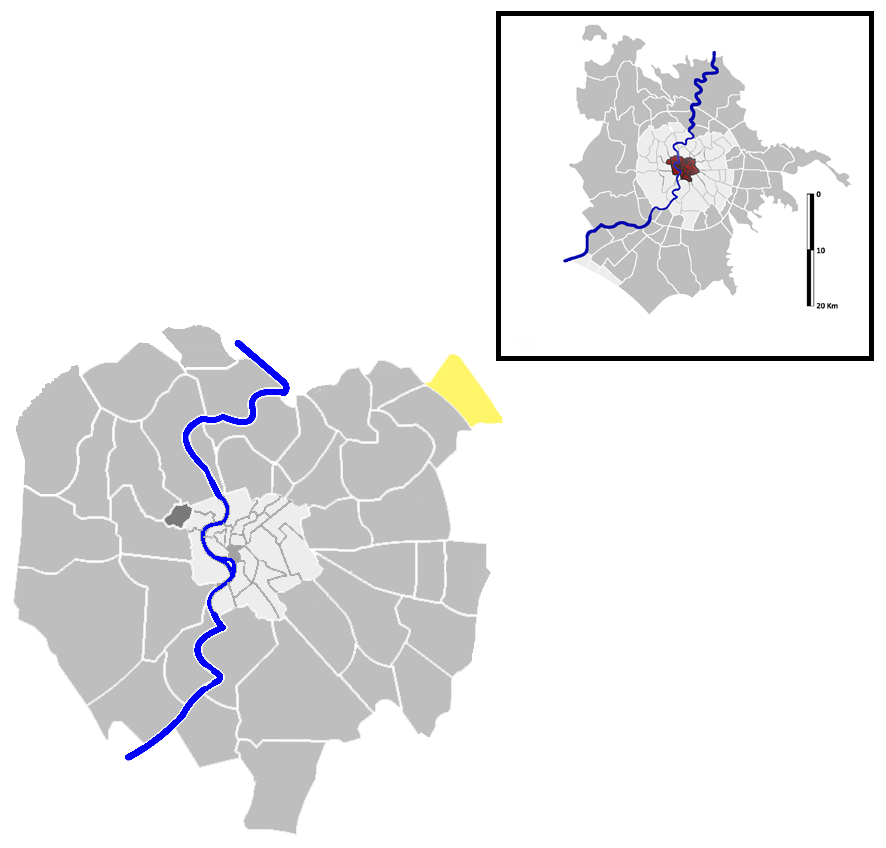
Quartiere San Basilio

San Basilio é o trigésimo quartiere de Roma e normalmente indicado como Q. XXX. Este mesmo topônimo indica a zona urbana 5E do Municipio IV da região metropolitana de Roma Capitale. Seu nome é uma referência ao Monte Sacro.

## Geografia
O quartiere San Basilio fica na região nordeste da cidade, encostado do lado interior do Grande Raccordo Anulare (Autostrada A90). Suas fronteiras são:
- ao norte está a zona Z. IV Casal Boccone, separada pela Via Nomentana, da Via del Casale di San Basilio até o Grande Raccordo Anulare.
- a leste está a Z. VI Settecamini, separada pelo Grande Raccordo Anulare, da Via Nomentana até a Via Tiburtina.
- ao sul está a zona Z. VII Tor Cervara, separada pela Via Tiburtina, do Grande Raccordo Anulare até a Via del Casale di San Basilio.
- a oeste está o quartiere Q. XXIX Ponte Mammolo, separado pela Via del Casale di San Basilio inteira, da Via Tiburtina até a Via Nomentana.

A zona urbana tem as seguintes fronteiras:
- a noroeste está a zona urbana 4F Casal Boccone.
- a leste estão as zonas urbanas 5I Sant'Alessandro e 5L Settecamini.
- ao sul está a zona urbana 5F Tor Cervara.
- a oeste está a zona urbana 5H Casal de' Pazzi.

## História
Surgido nas décadas de 30 e 40 do século XX, o quartiere passou por um período de desenvolvimento depois do final da Segunda Guerra Mundial principalmente por causa dos edifícios de ocupação intensiva da UNRRA, a organização humanitária do famoso plano de ajuda internacional conhecido como Plano Marshall.
Na década de 1950, juntamente com a paróquia de San Cleto, dedicado ao terceiro papa, Anacleto I e marco por um loteamento abusivo, nasceu o borgo (em italiano:  borgata) de San Cleto, entre o fosso de San Basilio e a Via Nomentana. O borgo foi construído por imigrantes provenientes majoritariamente das Marcas e da Úmbria, muitos dos quais ainda vivem ali. San Cleto abriga também as ruínas da Torre de Coazzo, uma casa medieval (em italiano:  casale) do século XIII construído sobre os restos de uma villa romana.
Ainda nos anos cinquenta, também resultado de um loteamento abusivo nos terrenos de Elena Tidei, nasceu a o pequeno borgo (em italiano:  borgatella) de Tidei, construído por imigrantes das Marcas em 67 pequenos lotes de terra separados por quatro estradas de terra. As seis estreitas vias internas foram adquiridas e urbanizadas pela Comuna de Roma só em 2004. Em 2007, foi criada a nova Piazza di San Basilio com base num projeto dos arquitetos Piero Ostilio Rossi e Andrea Bruschi.
No final da década de 1980 surgiu uma nova região de rápido desenvolvimento na região chamada Torraccia, encostada no Grande Raccordo Anulare.

## Vias e monumentos
- Via Nomentana
- Via Tiburtina

### Antiguidades romanas
- Villa di San Basilio
- Villa di Via Pollenza

## Edifícios

### Palácios evillas
- Casale di San Basilio
- Casale Scorticabove[4]
- Ruínas de Coazzo

### Igrejas
- San Basilio
- San Cleto
- San Benedetto Giuseppe Labre
- Sant'Agostina Pietrantoni